# Mitzi With
Mitzi With fue una deportista danesa que compitió en esgrima, especialista en la modalidad de florete. Ganó tres medallas en el Campeonato Mundial de Esgrima entre los años 1932 y 1937.

## Palmarés internacional
| Campeonato Mundial | Campeonato Mundial     | Campeonato Mundial | Campeonato Mundial  |
| Año                | Lugar                  | Medalla            | Prueba              |
| ------------------ | ---------------------- | ------------------ | ------------------- |
| 1932               | Copenhague (Dinamarca) | Medalla de oro     | Florete por equipos |
| 1933               | Budapest (Hungría)     | Medalla de bronce  | Florete individual  |
| 1937               | París (Francia)        | Medalla de bronce  | Florete por equipos |